# Jürg Marquard
Jürg Marquard (* 13. Juli 1945 in Urdorf) ist ein Schweizer Verleger. Er ist Gründer und Inhaber der Marquard Media Gruppe.

## Leben
Jürg Marquard wuchs als Sohn eines deutschstämmigen Zahnarztes in Urdorf auf, wo er auch zur Schule ging. Schon während seiner Schulzeit war er journalistisch tätig. Nach bestandener Matur am Wirtschaftsgymnasium der Kantonsschule Zürich lancierte er 1965 mit von Schulfreunden geliehenen 2000 Schweizer Franken Startkapital die Jugendzeitschrift Pop und legte damit den Grundstein für seine Verleger- und Unternehmerkarriere. Neben seiner Arbeit am Aufbau der Jugendzeitschrift Pop war Jürg Marquard auch als Radio- und Fernsehmoderator im Pop-Bereich tätig.
Nach der Gründerzeit, in der Jürg Marquard Pop selbst redigierte, wurde die Zeitschrift zunehmend kommerzieller und etablierte sich nach diversen Fusionen mit anderen deutschen Jugendzeitschriften als Pop/Rocky als zweitgrösste deutsche Jugendzeitschrift hinter Bravo. 1998 wurde Pop/Rocky mit der ebenfalls verlagseigenen Jugend- und Musikzeitschrift Popcorn fusioniert, welche sich als internationale Dachmarke für den Jugendzeitschriftenbereich der Marquard Media Gruppe durchgesetzt hatte.
Den Durchbruch im deutschsprachigen Zeitschriftenmarkt schaffte Marquard 1981 mit der Zeitschrift Cosmopolitan. 1993 nannte er sich mit einem Jahresgewinn von 26,8 Millionen Schweizer Franken nach Steuern und Abschreibungen den bestverdienenden Schweizer Verleger.

## Weitere Tätigkeiten und Privates
Marquard ist seit 1995 Honorargeneralkonsul von Ungarn in der Schweiz. Am 12. Dezember 2005 verlieh ihm die ungarische Regierung die Gedenkmedaille Pro Auxilio Civium Hungarorum als Anerkennung für seine Tätigkeit als Honorargeneralkonsul, und am 6. Dezember 2006 wurde ihm zusätzlich die Ehrenmedaille Held der Freiheit verliehen.
Im Frühjahr 2005 war Jürg Marquard aktiv als Co-Produzent und Protagonist der Reality-Serie Traumjob, einer Lizenzversion von Donald Trumps The Apprentice. Diese Sendung verzeichnete Höchstquoten auf dem ersten Kanal des Schweizer Fernsehens.
Jürg Marquard ist in dritter Ehe mit Raquel Marquard verheiratet und Vater von fünf Kindern sowie Stiefvater des Models Bianca Gubser. Er lebt in Herrliberg.